# Moebelotinus transbaikalicus
Moebelotinus transbaikalicus là một loài nhện trong họ Linyphiidae.
Loài này thuộc chi Moebelotinus. Moebelotinus transbaikalicus được Kirill Yuryevich Eskov miêu tả năm 1989.